# Weihrelief
Ein Weihrelief ist ein Relief, das einer Gottheit geweiht ist. Thematisch stellt es oft ein der Gottheit dargebrachtes Opfer dar. Oft befinden sich Weihreliefs an oder in sakralen Gebäuden, Tempeln und Kirchen. Sie sind dann oft aus Stein gehauen, zum Beispiel Marmor,  können aber auch aus Metall, Holz und anderen Materialien hergestellt sein. 
Im Hellenismus der griechischen Antike, etwa in Mysterienkulten, waren Weihreliefs fester Bestandteil der religiösen Ikonographie. Bekannte Beispiele sind etwa das Weihrelief an Kybele (Berlin SK 691), an Amphiaraos, das Weihrelief von Eleusis, der Thrakische Reiter und andere.